# 若色伊三郎
若色 伊三郎（わかいろ いさぶろう、- 1944年）は、日本の海軍軍人。最終階級は海軍大佐。

## 履歴
- 1920年（大正9年）3月31日 - （旧制）栃木県立栃木中学校卒業
- 1923年（大正12年）7月14日 - 海軍兵学校（51期）卒業
- 1924年（大正13年）12月1日 - 任 海軍少尉
- 1944年（昭和19年） - ビアク島の戦いに第28特別根拠地隊先任参謀として参戦し、戦死